# Градец (Софийска област)
Вижте пояснителната страница за други значения на Градец.
Градец е село в Западна България, Софийска област, Община Костинброд. В землището на Градец е и селището Беледие хан.

## География
Село Градец се намира на 23 километра от София по Ломско шосе – пътя за прохода Петрохан, вдясно на малко повече от километър след отбивката за село Драговищица и после на 3,5 – 4 км след отбивката по пътя за селата Царичина и Чибаовци. Пътят преминава през стар мост в жълти краски над река Крива. През зимните месеци, при по-неблагоприятни метеорологични условия шосето не се разчиства навреме и пътуването може да е затруднено. Пътят към с. Градец е обновен с европейски средства. Разходката от отбивката на Ломско шосе до селото, отнема по-малко от час.

## История
Село Градец е било убежище на българите по време на османската власт. Криели са се в горите (днешния център на селото). Друга легенда разказва как селото се е настанило на днешното си местоположение. В турско време по течението на река Крива навътре в планината съществувало село на име Кривина. Неговите жители се занимавали с пчеларство. Казват, че турците дори не знаели за съществуването на селото. Един поп обаче ги предал (за това няма достоверни доказателства; възможни са влияния от страна на популярната легенда за Васил Левски и поп Кръстьо). Турците нападнали и опустошили селото, като издавили всички кошери с пчели. След това в продължение на седмици реката текла със сладка вода заради разтворения в нея мед. Част от оцелелите жители на селото се преместили да живеят на мястото, където и до днес се намира село Градец. Друга част от тях избягали от този район и се заселили чак в другия край на Софийското поле – днешното село Кривина. Там и до днес има родове, чиито имена са същите като тези в село Градец.
Като доказателство за съществуването на старото поселище се смятат свидетелствата на някои от старите жители на днешното село Градец, които приживе разказвали как докато орали нивите си в близост до река Крива са намирали парчета восък, заровени в земята. Местността, където се е намирало някогашното село е известна като Медичина.

## Забележителности
От особено значение за местните жители е манастирът „Св. Георги“, от който днес е запазен само параклисът и старинен каменен оброчен кръст. Бил е действаща мъжка света обител. По време на османското владичество е бил опожарен и разграбен, но според местна легенда камбаната на манастира е опазена, като е заровена в неговите околности. Параклисът е изцяло обновен в началото на ХХІ век, с нов олтар и множество икони, след като е бил почти пред срутване. Във възстановяването активно участие вземат местни жители. Запазени са останките на две олтарни колони.
Иконостасът на храма „Свети Спас“ е дело на дебърски майстори от рода Филипови. Зад църквата също има запазен старинен оброчен кръст.
Недалеч от селото по поречието на р. Крива, може да се видят живописни скали и непроучени пещери.
На около три километра в североизточна посока е махала Сивил на с. Царичина, известна с феномена „Царичина“, до която се стига по живописен път.

## Редовни събития
Отделните родове и фамилии от селото имат обичая да организират особен вид родови срещи, които наричат 'изнасяне на кръст', тъй като се осъществяват на празника на даден светия, покровител на рода. Празненствата се състоят обикновено през лятото на определени места в землището на селото.

## Други
Преди милиони години Градец е бил бряг на Световния океан. В днешно време са останали само белите камъни от брега на високи склонове.
Най-интересната улица в селото е „Хайдушко ручейче“, наречена на ручея, който я пресича и извира от Балкана.
Повечето жители на селото са източноправославни.
Известна местност в село Градец е Локвата, където се намират църквата и бившето училище (днес превърнато в конна база).